# Макги, Карла
Карла Рене Макги (англ. Carla Renee McGhee; род. 6 марта 1968 года в Пеории, Иллинойс, США) — американская профессиональная баскетболистка, которая выступала в женской национальной баскетбольной ассоциации. Была выбрана на драфте ВНБА 1999 года в четвёртом раунде под 44-м номером командой «Орландо Миракл». Играла на позиции лёгкого форварда. По окончании игровой карьеры вошла в тренерский штаб команды NCAA «Темпл Аулс». В последнее время работала на должности ассистента главного тренера студенческой команды «Оберн Тайгерс».

## Ранние годы
Карла Макги родилась 6 марта 1968 года в городе Пеория (Иллинойс), училась она там же в средней школе Маньюал, в которой выступала за местную баскетбольную команду.